# إدوارد إل. أيرز
إدوارد إل. أيرز هو مؤرخ وكاتب وسياسي أمريكي، ولد في 22 يناير 1953 في كارولاينا الشمالية في الولايات المتحدة.

## وصلات خارجية
- إدوارد إل. أيرز على موقع IMDb (الإنجليزية)